# Monica Törnell (musikalbum)
Monica Törnell är ett samlingsalbum från 1996 av den svenska sångerskan Monica Törnell, utgivet i albumserien "Svenska popfavoriter". 
Albumet innehåller en samling av låtar från hennes tidigare utgivningar. Låt 1-3 är hämtad från Ingica (1972), 4 från Don't Give a Damn (1975), 5-6 från Jag är som jag är... (1978), 7-10 från Ingica Mångrind (1979), 11-15 från Ängel (1982), 16-18 från Mica (1984), 19 från Fri (1984) och 20 från Big Mama (1986). Däremot saknas helt, troligen av rättighetsskäl, låtar från hennes två senare framgångsrika album Månfred (1988) och Vive la Mystique (1989). Mastering: Cutting Room/Peter In De Betou. Skivnumret är Karussell 552 566-2.

## Låtlista
1. Kom slå dig ner (Come to my bedside, my darling) (Eric Andersen - Hawkey Franzén)
2. När jag var ung (Ian Anderson - Hawkey Franzén)
3. Förut (när jag liten) (I really loved Harold) (Melanie Safka – Cornelis Vreeswijk)
4. Long Long Weekend (Peter Lundblad – Lasse Tennander)
5. En kungens man (Björn Afzelius)
6. Kavaljersvisa från Värmland (trad.arr.: Monica Törnell)
7. Nancy (Leonard Cohen - Cornelis Vreeswijk)
8. Nationernas visdom (dikt av Jacques Prévert, övers. Arne Häggqvist - tonsättn. Claes Ejdemyr)
9. Vita om hösten (Monica Törnell)
10. Sista dansen (Monica Törnell)
11. Efter så många år... (Monica Törnell)
12. En liten aning om helvetet (musik: Barry Flast, text: Monica Törnell)
13. Jag kommer hem (Bo Dahlman)
14. Varje gång (musik: Monica Törnell, text: Monica Törnell - Ulf Wahlberg)
15. Fåglar (Cornelis Vreeswijk - Björn J:son Lindh)
16. Vintersaga (text & musik: Ted Ström)
17. Känslan i maj (text & musik: Monica Törnell)
18. Heden (musik: Monica Törnell, Ulf Wahlberg, text: Ulf Wahlberg, Monica Törnell)
19. Fri (Monica Törnell)
20. Mellan raderna (kom till mig) (text & musik: Per Gessle)